# 長江フェリー
長江フェリー（ながえフェリー、登記社名: 有限会社長江フエリー）は、愛媛県越智郡上島町岩城に本社を置く海運会社である。
岩城島と因島を連絡する一航路を運航していた。1965年10月28日に個人事業による貨物フェリー航路として開設され、1982年に法人化、その後、旅客フェリーとなった。
2022年3月、岩城橋の開通に伴い、同月31日の運航を最後に廃止された。

## 航路
- フェリー

長江港（岩城島） - 土生港（因島）所要時間は約13分
距離 3.6km

## 船舶

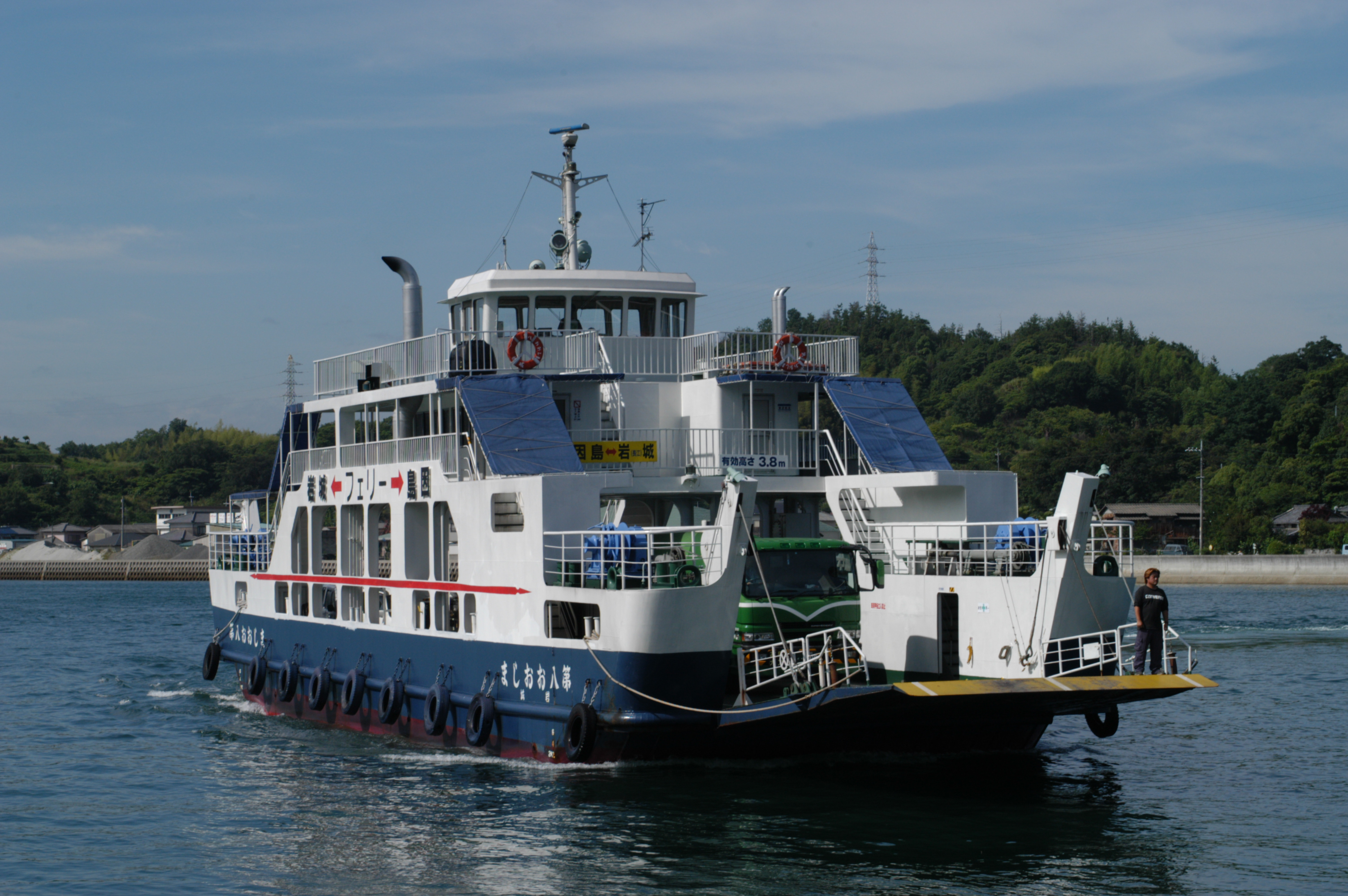
第八おおしま

いわぎ丸
1965年7月進水。
19.10総トン、ディーゼル1基、機関出力35ps、航海速力7ノット、旅客定員12名。
岩城丸
35総トン
第三いわぎ
91総トン、ディーゼル1基、機関出力180ps、航海速力7ノット、旅客定員12名、大型トラック2台、中型トラック2台。
第八いわぎ
1972年7月竣工、神原造船建造。もと串本フェリー「第一おおしま」、引退後売船され、共同フェリー「フェリーごしょうら」に改名。
156.89総トン、全長30.70m、型幅8.20m、型深さ2.80m、ディーゼル1基、機関出力300ps、航海速力8.0ノット、旅客定員220名、8tトラック10台。
第八おおしま
1985年12月竣工、神原造船建造。もと串本フェリー、航路廃止まで就航。
170総トン、全長31.20m、型幅9.50m、型深さ3.00m、ディーゼル1基、機関出力600ps、航海速力8.00ノット、旅客定員80名、トラック4台。